# Quagliuzzo
Quagliuzzo là một đô thị ở tỉnh Torino trong vùng Piedmont, có vị trí cách khoảng 40 km về phía bắc của Torino, nước Ý. Tại thời điểm ngày 31 tháng 12 năm 2004, đô thị này có dân số 333 người và diện tích là 1.9 km².
Quagliuzzo giáp các đô thị: Castellamonte, Lugnacco, Vistrorio, Parella, Strambinello, và Torre Canavese.